# Heinz Wöstmann
Heinz Wöstmann (* 12. August 1966 in Münster) ist ein deutscher Jurist und seit 2007 Richter am Bundesgerichtshof.

## Leben
Wöstmann studierte nach dem Abitur 1986 am städtischen Ratsgymnasium Münster Rechtswissenschaften an der Westfälischen Wilhelms-Universität Münster. Von 1992 bis 1995 absolvierte er das Rechtsreferendariat beim Landgericht Münster. 1995 trat er in den höheren Justizdienst des Landes Nordrhein-Westfalen ein und wurde nach Verwendungen beim Landgericht Dortmund und dem Amtsgericht Lünen 1999 zum Richter am Landgericht Dortmund ernannt.
2001 erfolgte die Abordnung als wissenschaftlicher Mitarbeiter zum Bundesgerichtshof  in Karlsruhe. Die Ernennung zum Richter am Oberlandesgericht Hamm erfolgte 2003 während seiner Tätigkeit beim Bundesgerichtshof, wohin er weiter abgeordnet blieb. Unmittelbar anschließend wurde er 2004 als wissenschaftlicher Mitarbeiter an das Bundesverfassungsgericht abgeordnet.
Im April 2006 wählte ihn der Landtag Nordrhein-Westfalens zum stellvertretenden Mitglied des Verfassungsgerichtshofs NRW, im Mai 2006 der Richterwahlausschuss zum Richter am Bundesgerichtshof. Das Präsidium hat Wöstmann 2007 dem III. Zivilsenat zugewiesen, der u. a. für Rechtsstreitigkeiten über öffentlich-rechtliche Ersatzleistungen, Auftrags- und Dienstverhältnisse zuständig ist. Mit Wirkung vom 11. April 2016 ist er in den für das Gesellschafts- und Vereinsrecht zuständigen II. Zivilsenat gewechselt. Daneben ist er Mitglied des Senats für Notarsachen.
Wöstmann zählt zu den jüngsten Richtern, die jemals an den Bundesgerichtshof gewählt wurden. Anlässlich u. a. der Wahl Wöstmanns, aber nicht gegen seine Person gerichtet, ist laut Tagespresse auf Kritik gestoßen, dass Richter unter 40 Jahren an ein höchstes Gericht gewählt werden. Fachliche Zweifel an der Person Wöstmanns sind mit dieser Kritik nicht verbunden worden.
Wöstmann wurde im März 2009 als Nachfolger des verstorbenen Bernhard Ruetz vom Landtag Baden-Württemberg zum stellvertretenden Mitglied des Staatsgerichtshofs Baden-Württemberg gewählt. Im Juli 2015 wurde er wiedergewählt. Er amtierte bis Juli 2024.
Wöstmann ist Lehrbeauftragter an der Westfälischen Wilhelms-Universität, Münster und der Ruprecht-Karls-Universität Heidelberg. Er wurde 2006 in das Bundesparteigericht der CDU gewählt und ist seit 1989 Mitglied der katholischen Studentenverbindung KDStV Alemannia Greifswald und Münster im CV und Vorsitzender des Ehrengerichtes. Er ist Vorsitzender der Bürgerstiftung Rheinstetten. Seit Mai 2019 ist er Stadtrat der Stadt Rheinstetten und stellvertretender Vorsitzender der CDU-Fraktion. Bei der Kommunalwahl im Juni 2024 erhielt er die meisten Stimmen aller Kandidaten für den Gemeinderat und ist seit Juli 2024 Fraktionsvorsitzender der CDU-Fraktion.

## Schriften
- Kommentar zum Körperschaftsteuergesetz. Boorberg 1986, ISBN 3-415-00556-9, zusammen mit Hans Birkholz, Bruno Gassner, Paul Jünger, Lademann.
- Richtlinienempfehlung der BNotK. Richtlinien der Notarkammern, Carl Heymanns 2004, ISBN 3-452-25552-2, zusammen mit Helmut Weingärtner.
- Staudinger, BGB, Kommentar, Neubearbeitung 2013 und 2020, §§ 839, 839a, Amtshaftungsrecht. ISBN 978-3-8059-1259-4.
- Handbuch der Notarhaftung. 5. Aufl., 2023, Carl Heymanns Verlag, ISBN 978-3-452-29920-8, zusammen mit Hans Gerhard Ganter und Christian Hertel.
- Münchener Kommentar zur ZPO. 7. Aufl., 2025,  §§ 1-11, ISBN 978-3-406-82021-2, C.H. Beck-Verlag.
- Mitautor im Handkommentar zur ZPO. Herausgegeben von Ingo Saenger, Nomos-Verlag, 10. Aufl., 2023, ISBN 978-3-7560-0049-4.
- Bamberger/Roth/Hau/Poseck, BGB, 5. Aufl., §§ 568- 571, 2022, C.H. Beck-Verlag, ISBN 978-3-406-77612-0.
- Röhricht/Graf von Westphalen/Haas/Mock/Wöstmann, HGB, 6. Aufl., 2023, §§ 48-58, §§ 105-107 ISBN 978-3-504-45523-1.
- Henssler/Strohn, Gesellschaftsrecht, 6. Aufl., 2024, §§ 1 - 14 AktG, ISBN 978-3-406 79506-0.
- Rowedder/Pentz, GmbHG, 7. Aufl., 2022, § 7-12 GmbHG, ISBN 978 3 8006 6613 3